# Хайленд-Парк (Иллинойс)
Ха́йленд-Па́рк (англ. Highland Park) — город в округе Лейк, штат Иллинойс, Соединённые Штаты Америки. Согласно переписи населения США 2020 года, население составляет 30 176 человек. Один из крупнейших городов, расположенных на Северном берегу Чикаго. Первоначальное название города — Порт-Клинтон.

## Обзор
Наиболее посещаемыми местами в Хайленд-Парке считаются местный торговый район, Равинья-Фестивал и Чикагский симфонический оркестр. Также имеет популярность центр моды — Ренессанс, где располагается один из трёх универмагов Saks Fifth Avenue в Иллинойсе.

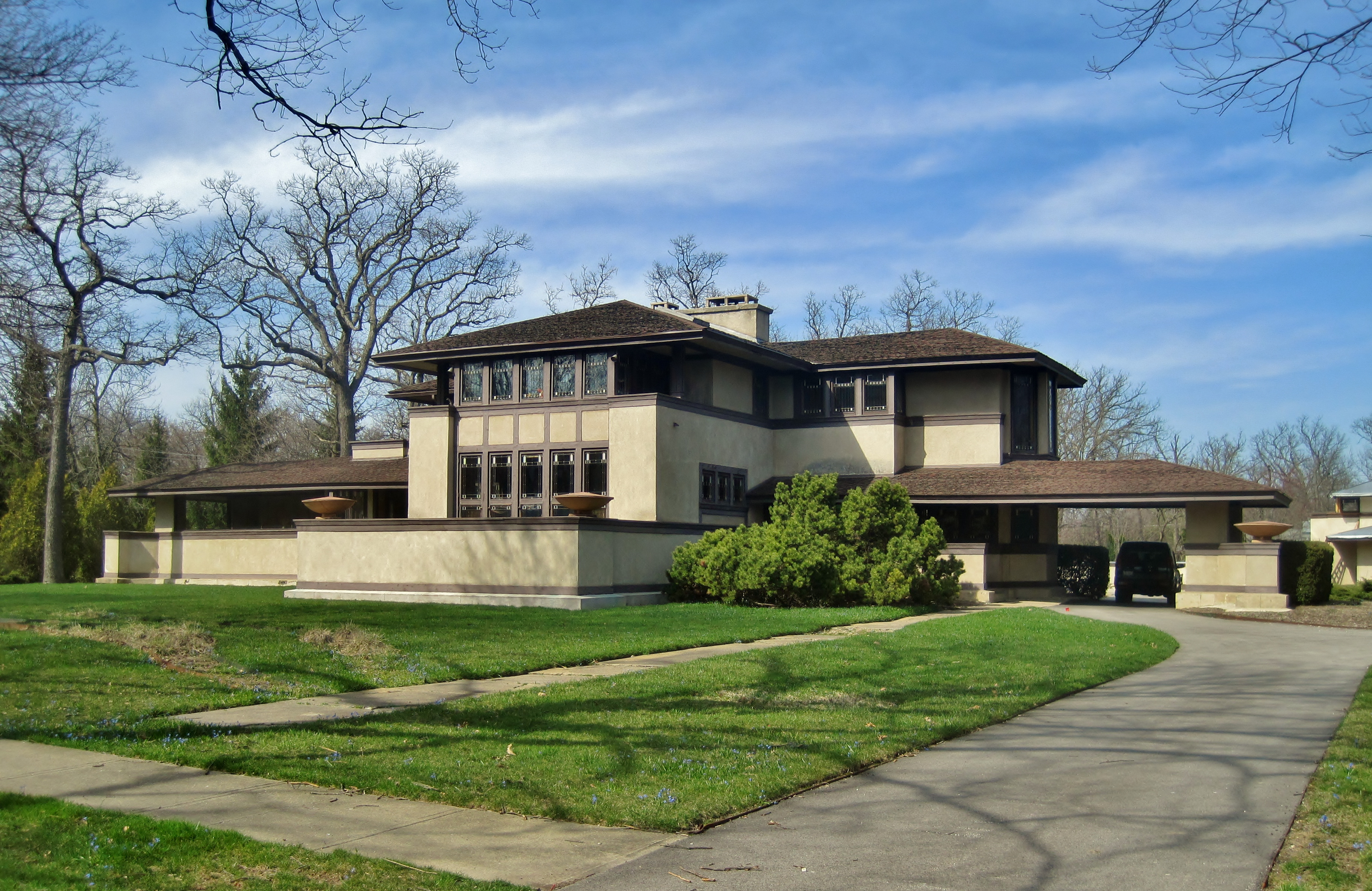
Дом Уиллитса

Равинья-Фестивал проводится в районе Равинья, в южной части Хайленд-Парка, который был включён в состав Хайленд-Парка в 1899 году.
Дважды (1958 и 1986) город был награждён премией «All-America City Award» (с англ. — «Всеамериканский город») присуждаемой Национальной гражданской лигой, которую неофициально называют «Нобелевской премией за конструктивное гражданство» и которая выдается за активную гражданскую позицию жителей некорпоративных сообществ Соединённых Штатов в жизни местного самоуправления.
В Хайленд-Парке есть здания, включенные в Национальный реестр исторических мест США, например, Дом Уиллитса, построенный архитектором Фрэнком Ллойдом Райтом.

## Экономика
В Хайленд-Парке располагается штаб-квартира Solo Cup Company, одного из мировых лидеров по производству одноразовой посуды.

## География
Под данным Бюро переписи населения США, общая площадь города составляет 12,4 квадратные мили (32 км2), из них 0,1 квадратной мили (0,3 км2) приходится на воду. Высота над уровнем моря колеблется от 580 до 725 футов (от 177 до 218 метров соответственно).

## В культуре

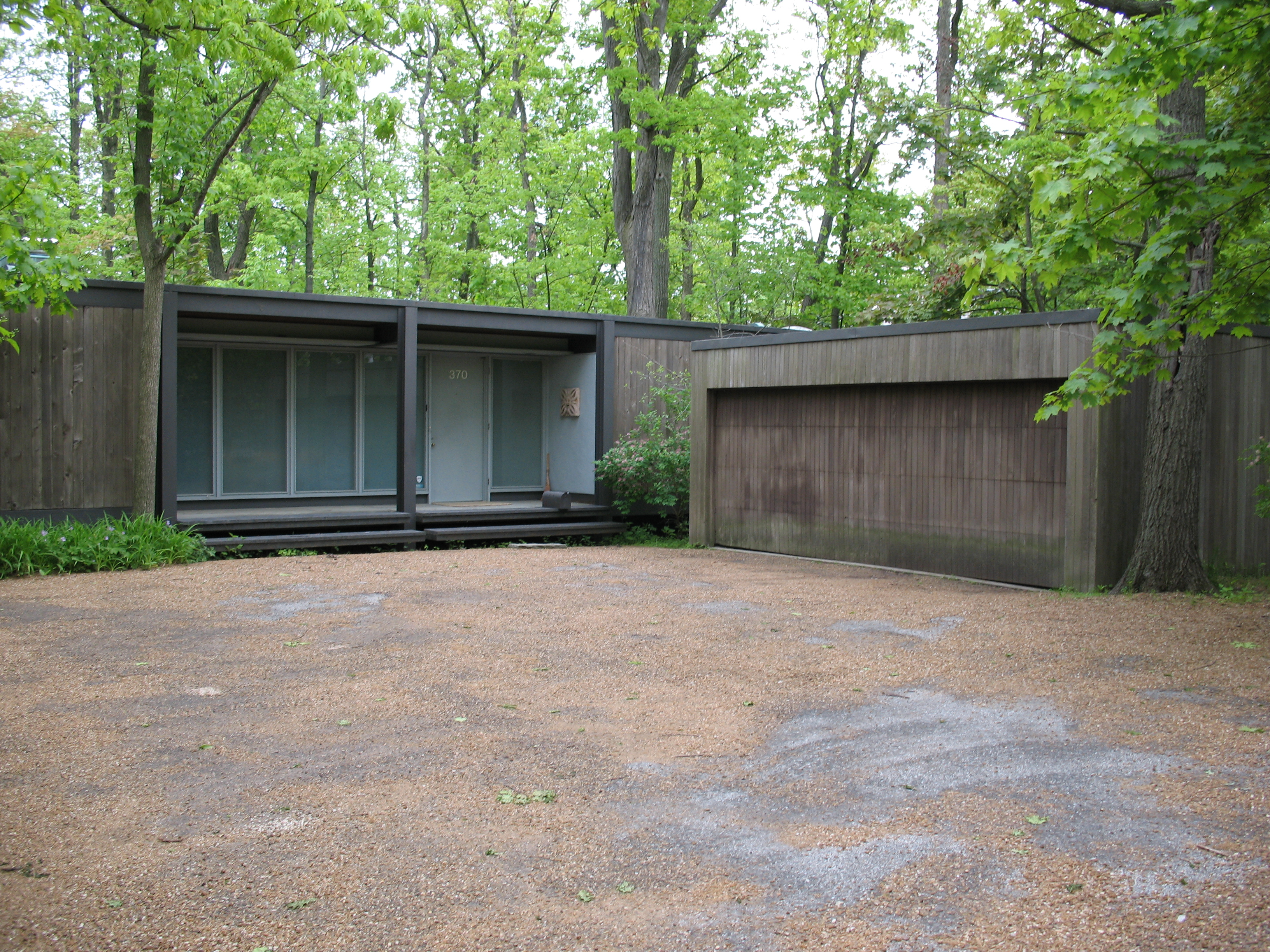
Ben Rose House из кинофильма Феррис Бьюллер берёт выходной

В Хайленд-Парке снимались эпизоды таких известных фильмов, как «Обыкновенные люди», «Феррис Бьюллер берёт выходной», «Рискованный бизнес», «Ох уж эта наука!», «Лукас», «Бей и кричи», «16 свечей», «Один дома», «Афера Стивена Гласса», а также документальное шоу American High.

## Города-побратимы
- Израиль: Йерухам
- Италия: Модена
- Мексика: Пуэрто-Вальярта